# Нокти
Нокат је рожната израслина (настаје када се стврдне беланчевина кератина) на врховима прстију код већине примата. Нокти одговарају канџама које се налазе код других животиња. Нокти на рукама и ногама су направљени од чврстог заштитног протеина који се зове алфа-кератин, који је полимер. Алфа-кератин се налази у копитима, канџама и роговима кичмењака. Код животиња из рода мачака (лавова, тигрова, пума итд.) нокти израстају у канџе које се могу увлачити и заједно са зубима служе за борбу.

## Структура
Нокат се састоји од нокатне плоче, матрице нокта и лежишта нокта испод ње и жљебова који га окружују.

### Делови нокта
Матрикс, који се понекад назива матрикс унгуис, кератогена мембрана, матрикс нокта или онихострома, активно је ткиво (или герминални матрикс) које ствара ћелије, које се стврдњавају док се крећу ка споља од корена нокта до плоче нокта. То је део нокатног лежишта који се налази испод нокта и садржи нерве, лимфне и крвне судове. Матрица производи ћелије које постају плоча нокта. Ширина и дебљина плоче нокта одређују се величином, дужином и дебљином матрикса, док облик кости врха прста одређује да ли је плоча нокта равна, лучно закривљена или кукаста. Матрица ће наставити да производи ћелије све док прима исхрану и остаје у здравом стању.
Нокатна постељица је кожа испод нокатне плоче. То је подручје нокта на којем лежи нокатна плоча. Нерви и крвни судови који се налазе овде исхрањују целу јединицу ноктију. Као и свака кожа, састоји се од две врсте ткива: дермиса и епидермиса. Епидермис је причвршћен за дермис помоћу сићушних уздужних „жлебова“ који се називају матрични гребени (cristae matricis unguis). У старости, плоча за нокте постаје тања, а ови жљебови постају видљивији. Нокатно лежиште је високо инервирано, а уклањање плоче нокта је стога веома болно.
Синус нокта (sinus unguis) је место где се налази корен нокта; тј. основа нокта испод коже. Потиче из активно растућег ткива испод, матрице.
Нокатна плоча (corpus unguis) која се понекад назива и тело нокта, је видљива тврда област нокта од корена нокта до слободне ивице, направљена од прозирног протеина кератина. Неколико слојева мртвих, збијених ћелија узрокује да нокат буде јак, али флексибилан. Његов (попречни) облик је одређен обликом основне кости. У уобичајеној употреби, реч нокат се често односи само на овај део. Нокатна плоча је чврсто причвршћена за нокат и не садржи живце или крвне судове.
Слободна ивица (margo liber) или дистална ивица је предња ивица нокатне плоче која одговара абразивној или резној ивици нокта. Хипонихијум (неформално познат као „брзи“) је епител који се налази испод плоче нокта на споју између слободне ивице и коже врха прста. Он fормира слој који штити постељу ноктију. Ониходермална трака је заптивка између плоче нокта и хипонихијума. Налази се одмах испод слободне ивице, у оном делу нокта где се завршава нокатно лежиште и код светлих људи се препознаје по стакластој, сивкастој боји. Код неких појединаца није видљив, док је код других веома изражен.

#### Епонихија
Заједно, епонихија и кутикула чине заштитни слој. Заноктица је полукружни слој скоро невидљивих мртвих ћелија коже које „излазе“ и покривају задњу страну видљиве нокатне плоче, док је епонихија набор ћелија коже који производи кутикулу. Оне су континуиране, а неке референце их посматрају као једну целину; у овој класификацији, називи епонихијум, кутикула и перионихијум су синоними. То је кутикула (неживи део) која се уклања током маникира, али епонихија (живи део) не треба дирати због опасности од инфекције. Епонихија је мала трака живих ћелија (епител) која се протеже од задњег зида нокта до базе нокта. Епонихија је крај проксималног набора који се савија на себе како би одбацио епидермални слој коже на новоформирану плочу нокта. Перионикс је избочена ивица епонихије која покрива проксималну траку лунуле.
Зид нокта (vallum unguis) је кожни набор који се преклапа са стране и проксималног краја нокта. Бочна ивица (margo lateralis) лежи испод зида нокта са стране нокта, а жлеб или набор нокта (sulcus matricis unguis) су кожни прорези у које су уграђене бочне ивице.

#### Паронихија
Паронихијум је граница меког ткива око нокта, а паронихија је инфекција у овој области. Паронихијум је кожа која се преклапа са стране плоче нокта, позната и као паронихијална ивица. Паронихијум је место надвирујућих ноктију, ураслих ноктију и паронихије, инфекције коже.

## Функција
Здрав нокат има функцију заштите дисталне фаланге, врха прста и околних меких ткива од повреда. Такође служи за побољшање прецизних деликатних покрета дисталних прстију кроз контра-притисак који се врши на пулпу прста. Нокат тада делује као контра-сила када крај прста додирне предмет, чиме се повећава осетљивост врха прста, иако сам нокат нема нервне завршетке. Коначно, нокат функционише као алат који омогућава такозвано „продужено прецизно хватање“ (нпр. извлачење ивера из прста) и одређене радње сечења или стругања.

### Раст
Растући део нокта је испод коже на проксималном крају нокта испод епидерма, који је једини живи део нокта.
Код сисара, стопа раста ноктију је повезана са дужином терминалних фаланги (спољашњих костију прстију). Тако код људи нокат кажипрста расте брже од нокта малог прста; а нокти на рукама расту и до четири пута брже од ноктију на ногама.
Код људи, нокти расту просечном брзином од прибл. 3,5 mm (0,14 in) месечно, док нокти на ногама расту отприлике упола спорије (отприлике просечно 1,6 mm (0,063 in) месечно). Ноктима на рукама је потребно три до шест месеци да потпуно израсту, а ноктима на ногама од дванаест до осамнаест месеци. Стварна стопа раста зависи од старости, пола, годишњег доба, нивоа вежбања, исхране и наследних фактора. Најдужи женски нокти који су икада постојали износили су укупно 8,65 m (28 стопа 4,5 in). Супротно популарном веровању, нокти не настављају да расту након смрти; кожа дехидрира и затеже се, због чега изгледа да расту нокти (и коса).

### Пропустљивост
Нокат се често сматра непропусном баријером, али то није тачно. Заправо, много је пропуснији од коже, а састав ноктију укључује 7–12% воде. Ова пропустљивост има импликације на продирање штетних и лековитих супстанци; посебно козметика нанесена на нокте може представљати ризик. Вода може да продре у нокат као и многе друге супстанце укључујући паракват, хербицид брзог дејства који је штетан за људе, уреу која је често састојак крема и лосиона намењених за употребу на рукама и прстима, и неколико фунгицидних агенаса као што је салицилна киселина, миконазол брендиран монистат, натамицин; и натријум хипохлорит који је активни састојак уобичајеног избељивача за домаћинство (али обично само у концентрацији од 2-3%).

## Уљепшавање
Уз фризерске и козметичке салоне, постоје салони за маникуру (уређивање ноктију).

## Поремећаји понашања
Нервоза (и код дјеце и код одраслих), манифестује се на разне начине. Једна од тих је грижење ноктију.

## Болести и повреде ноката
Повреде нокта (хематом)
Заноктица
Болести нокта
- Урастао нокат палца
- Псоријаза
- Онихогрифоза
- Поднокатна егзостоза